# Dekanatsgebäude (Esslingen)

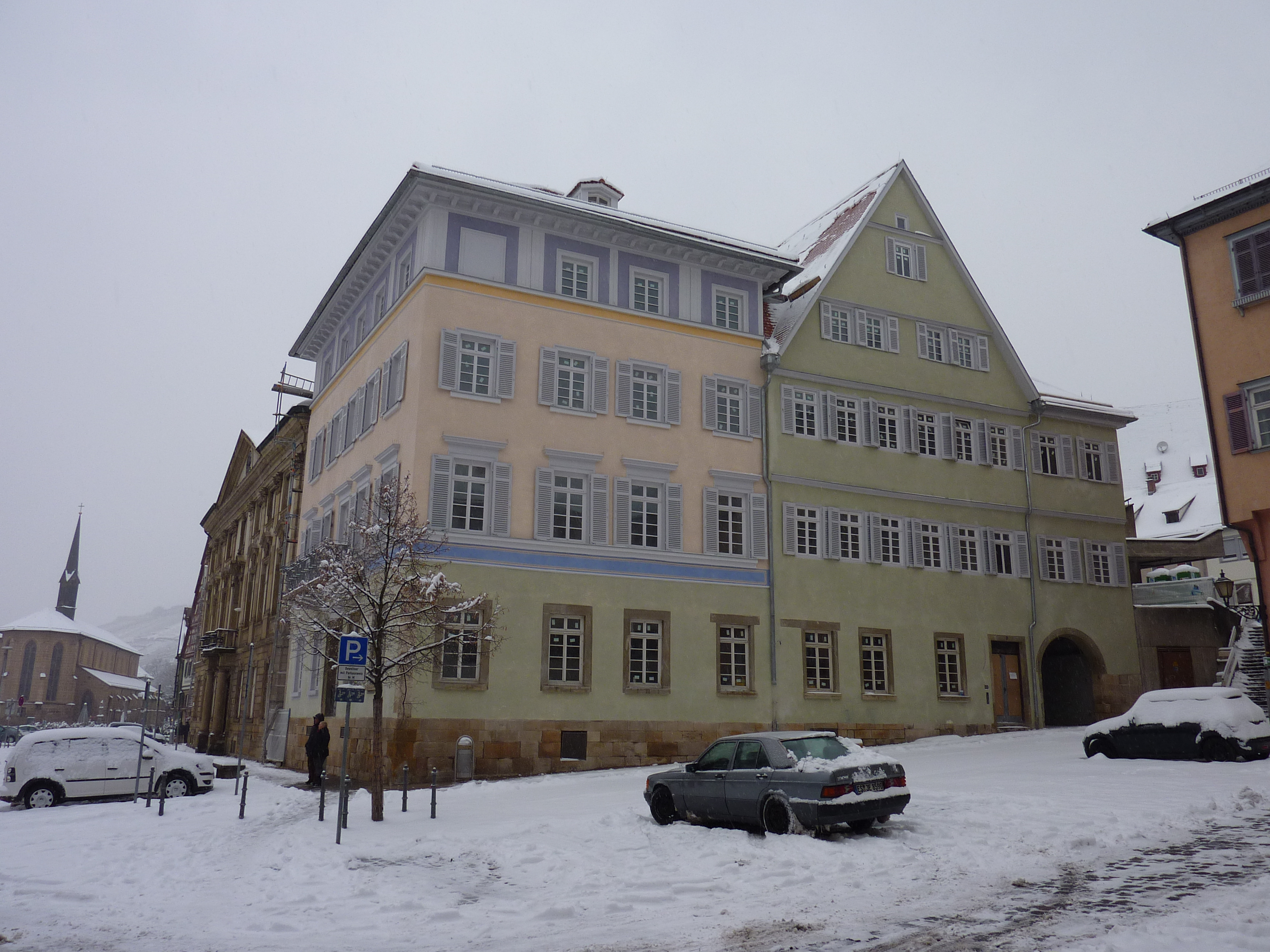
Das Dekanatsgebäude nach der Außenrenovierung, Blick von Südosten

Das Dekanatsgebäude am Rathausplatz 3 und 4 in Esslingen am Neckar ist ein denkmalgeschütztes Gebäude. Es steht unmittelbar neben dem Neuen Rathaus und besteht eigentlich aus zwei Häusern unterschiedlichen Alters.

## Geschichte
Das Gebäude Rathausplatz 4 stammt möglicherweise aus dem Jahr 1565; jedenfalls ist spätestens für diese Zeit nachgewiesen, dass es im Besitz von Esslinger Geschlechtern war. Darunter befinden sich die Familien Fleiner und Eckher, die einen Bürgermeister von Deizisau und mehrere Amtsinhaber der Reichsstadt Esslingen stellten. 1803 ging es in den Besitz des Oberamtsarztes und Botanikers Ernst Gottlieb Steudel über. Auf diesen geht die Umgestaltung des Anwesens zu seinem heutigen Aussehen zurück. Steudel kaufte 1808 das nördlich anschließende Grundstück und legte dort einen Garten an. 1812 erfolgten Umbauten im Obergeschoss, 1829 wurde ein Anbau errichtet, der eine Durchfahrt zum Hof ermöglichte. Von dort aus hatte man Zugang zum Erdgeschoss und den beiden Gewölbekellern. 
1831 wurde das südlich anschließende Grundstück gekauft, auf dem sich der sogenannte Bechtsche Turm befand. Überreste dieses Bechtschen Turmes, die wohl aus dem 13. Jahrhundert stammen, dienen heute noch als Keller des klassizistischen Bauwerks, das nach Abriss des Turmes noch 1831 errichtet wurde. Das Haus, das heute die Adresse Rathausplatz 3 trägt, war als Wohnhaus mit Innenhof konzipiert. Während das Erdgeschoss teilweise massiv gemauert wurde, wurde der Rest des Gebäudes in Fachwerkbauweise errichtet. Außenmauern, Fassadengestaltung, Geschosshöhen etc. richteten sich nach dem schon bestehenden Gebäude. Dies führte dazu, dass das Erdgeschoss des Neubaus in Richtung Rathausplatz als Hochparterre angelegt werden musste, weil das Gelände nach Süden hin leicht abfiel. Zu dem zentralen Eingang führte ursprünglich eine zweiläufige Treppe hinauf. Der Balkon über diesem Eingang ist erhalten geblieben, während die Außentreppe heute nicht mehr existiert. Auch das Innere der beiden Häuser wurde vereint. Es erhielt eine zentrale, offene Treppe. 
Ab 1869 wurde der Gebäudekomplex als Stadtpfarrhaus genutzt, das sowohl Wohn- als auch Amtsräume enthielt. Zu Beginn des 20. Jahrhunderts wurden Umgestaltungen durch den Architekten Hermann Falch vorgenommen. Dabei wurde der Haupteingang des Hauses nach Westen verlegt und ein neues Treppenhaus eingebaut, ferner wurde das erste Dachgeschoss des Hauses Nr. 4 ausgebaut. Falch veränderte jedoch sonst wenig an der alten Grundrissstruktur. Auch Ausstattungsteile wie die alten Türen, der Stuck und die Vertäfelungen des Hauses blieben erhalten. 
Ab 1953 nutzte die Stadt Eßlingen am Neckar das Bauwerk als Verwaltungsgebäude. In den 1970er Jahren fielen der Garten und der Hof auf der Nordseite des Hauses dem Bau einer Ringstraße und des Kleinen Marktes, einer Bushaltestelle mit Unterführung und Ladengeschäften, zum Opfer. 
Eine Fassadensanierung am Hausteil mit der Adresse Rathausplatz 3 wurde im Jahr 2010 abgeschlossen. Im Stil der Bauzeit wurde das Hochparterre blassgrün gestrichen, die beiden Obergeschosse in einem Ton, der zwischen blassem Ocker und Orange schwankt, und das Mezzanin lilagrau. Die Füllungen, die das Mezzanin gliedern, wurden hellgrau gefasst. Nach Abschluss der etwa 3,95 Millionen Euro teuren Gesamtsanierung und der barrierefreien Erschließung sollte das Bauwerk ab 2011 wie bereits früher von der Stadtverwaltung genutzt werden. Aktuell sitzt hier die Hauptverwaltung der Stadt.